# Rymwid
Rymwid – funkcjonujący jako imię męskie pochodzenia literackiego, przydomek rodziny Mickiewiczów o nieznanej etymologii. Być może stanowił on rzeczywiście imię męskie i, tak jak w przypadku imienia Moniwid, powstało ono przez dodanie sufiksoidu –vid (por. vyd– lit. išvýsti, isvýdo – „zobaczyć, spostrzec”) do pierwszego członu Rim–, który w tym przypadku stanowiłby skróconą formę Rimis (goc. rimis – „spokój, cisza”) – pierwszego członu germańskich imion złożonych.
Rymwid imieniny obchodzi 20 maja.
Osoby o nazwisku Rymwid:
- Eliasz Michał Rymwid – urzędnik Rzeczypospolitej Obojga Narodów

Postaci fikcyjne o imieniu Rymwid:
- Rymwid, bohater drugoplanowy, rycerz Grażyny Adama Mickiewicza
- Rymwid, bohater Ech leśnych Stefana Żeromskiego

W innych językach:
- język litewski – Rimvydas, Rimvidas.